# Alma Thomasová
Alma Woodsey Thomas (22. září 1891 Columbus, USA – 24. února 1978 Washington, USA) byla afroamerická malířka a učitelka, známá svými sytě barevnými, abstraktními obrazy. Dosáhla úspěchu navzdory ‎‎segregaci‎‎ a ‎‎předsudkům‎‎ své doby. ‎Thomasová věřila, že kreativita by měla být nezávislá na pohlaví nebo rase, vytvářela meditativní díla se zaměřením na náhodnou krásu a abstrakci barev.

## Život

### Studium a pedagogická kariéra
Narodila se v Columbusu jako nejstarší ze čtyř dcer obchodníka Johna Harrise Thomase a švadleny‎‎ Amelie Cantey Thomasové. V roce 1907 se rodina přestěhovala do Washingtonu, D.C., aby unikla ‎‎rasovému násilí‎‎ v ‎‎Georgii‎‎ a mohla dcerám poskytnout vyšší vzdělání. Ve Washingtonu navštěvovala ‎‎Armstrongovu střední technickou školu‎‎, kde absolvovala své první umělecké kurzy. Alma vynikala v matematice a přírodních vědách. Zajímala se o architekturu, ale v té době neměla jako žena tmavé pleti mnoho šancí se tomuto povolání věnovat. ‎Po absolvování střední školy v roce 1911 studovala učitelský obor na Kolumbijské univerzitě a v roce 1913 získala učitelský diplom. ‎‎ V následujícím roce učila čtyři měsíce ve škole ‎‎ na ‎‎východním pobřeží Marylandu‎‎ a v letech 1915–1921 působila v mateřské škole ve ‎‎Wilmingtonu.
‎Ve věku 30 let nastoupila na Howardovu univerzitu ve Washingtonu, kde studovala ‎‎výtvarné umění u Jamese V. Herringa. V roce 1924 Alma Thomasová získala jako první Afroameričanka bakalářský titul v oboru umění. Začala vyučovat umění na ‎‎Shaw Junior High School‎‎, černošské škole v tehdy segregovaných veřejných školách ve Washingtonu, kde pracovala až do svého odchodu do důchodu v roce 1960. Současně pokračovala ve svém vlastním formálním a neformálním vzdělávání a uměleckých aktivitách spojených s osobnostmi umělecké komunity ve Washingtonu. Ve svém volném čase malovala, především akvarely v tradičním realistickém stylu. V letech 1930 až 1934 navštěvovala ‎‎pedagogickou fakultu Kolumbijské univerzity, kde v roce 1934 získala ‎‎magisterský titul‎‎ v ‎‎oboru výtvarné výchovy.  Studovala sochařství a tématem její diplomové práce byla výroba loutek. ‎‎V létě 1935 pokračovala ve studiu loutkářství v New Yorku u známého německo-amerického loutkáře ‎‎Tonyho Sarga. ‎V roce 1936 založila organizaci nazvanou School Arts League Project, která dětem přinášela umělecké příležitosti. V roce 1940 se připojila ke skupině černošských umělců ve Washingtonu známé pod názvem The Little Paris Group vedené Lois Mailou Jonesovou. Podílela se na vzniku první umělecké galerie vlastněné Afroameričany, která byla založena roku 1943 pod názvem Barnett-Aden Gallery‎‎. Thomasová se stala viceprezidentkou galerie a tato funkce měla významný vliv na její směřování ke kariéře profesionální umělkyně. Během své učitelské kariéry malovala a vystavovala akademická zátiší a realistické obrazy na skupinových výstavách afroamerických umělců. V roce 1950, ve věku 59 let, začala externě studovat na umělecké fakultě Americké univerzity ve Washingtonu, která měla pověst avantgardního a moderního vzdělávacího střediska. Navštěvovala večerní kurzy malby u Roberta Franklina Gatese, ale největší vliv na její tvorbu měl Jacob Kainen, se kterým ji pojilo dlouholeté přátelství. Během roku 1950 se její styl postupně vyvíjel od tradiční malby ke kubismu až k abstraktnímu expresionismu. Od tmavých maleb v převážně modrých a hnědých tónech přešla k jasným, výrazným barvám, které se později staly charakteristickým rysem její malby. V letech 1955–60 namalovala řadu obrazů s tematikou zátiší, jako Zátiší s vázami a květinami (1954), Zátiší s mandolínou (1955), Bez názvu (1957) nebo Modrá a hnědá (1958).

### Profesionální umělecká kariéra
Thomasová se stala profesionální umělkyní až po odchodu do penze v roce 1960, tedy ve věku 69 let. Během předchozích 35 let absorbovala mnoho myšlenek a vlivů a po roce 1960 z nich vytvořila své vlastní osobité umění.‎ Pracovala ve svém domě, většinou v malém obývacím pokoji nebo kuchyni. S pokročilým věkem se zhoršovala její artritida, bolely ji ruce a měla pokroucené prsty. Chtěla malovat velká plátna a pracovní postupy musela přizpůsobit svému zdravotnímu stavu. Plátna měla položená na dvou stolech před sebou, aby dosáhla na všechna místa. Malovala obrazy ve stylu Color Field (Barevná pole) a abstraktního expresionismu, příkladem je obraz Červená abstrakce (Red Abstraction, 1959). Inspirací jí byli umělci z newyorské školy umění a abstraktní díla washingtonských malířů jako jsou Morris Louis, Kenneth Noland a Gene Davis.
Barva nabývala v její tvorbě stále důležitější úlohu. Prostřednictvím barvy navozovala emotivní účinek obrazů. Na rozdíl od ostatních malířů barevných polí je na jejích obrazech patrný osobní záměr a vlastní provedení. Často vytvářela akvarelové skici a jako vodítko používala značky tužkou z volné ruky na plátně, z nichž některé jsou stále viditelné. Pro své nejranější abstrakce hledala inspiraci v přírodním světě. Stromy, jezera, květiny a západy slunce přeměnila na kaleidoskopické exploze barev. Tento styl, charakterizovaný pestrobarevnými tahy štětcem, se výrazně rozcházel s dřívějšími realistickými obrazy.
Prohlásila: „Použití barev v mých obrazech je pro mě nesmírně důležité. Prostřednictvím barev jsem se snažila soustředit na krásu a štěstí ve své malbě spíše než na nelidskost člověka vůči člověku.“
Po roce 1969 se její styl změnil, místo barevných polí začala používat drobné barevné skvrny ve tvaru kosočtverce. Když bylo nanášení pravidelných skvrn kvůli artritidě bolestivé, používala místo toho oblouky a nepravidelné tvary. Obrazy jako Kosatce, tulipány, narcisy a krokusy (1969) odrážejí přes veškerou jejich zjevnou spontánnost záměrné plánování. Oslavují krásu a bujnost přírodního světa. Její styl má podobné vlastnosti jako západoafrické malby i byzantské mozaiky či pointilistické obrazy Georgese Seurata. Náladu navozovala dramatickým kontrastem barev s mozaikovým stylem, použitím tmavě modré proti světle růžové a oranžové barvě, zobrazující abstrakci a náhodnou krásu pomocí barev. Většina děl v těchto sériích má kruhové, horizontální a vertikální vzory. Vzory spolu s kontrastními barvami také vytvářejí energii uvnitř plátna. Pozorovala z okna svého bytu změny, které nastávají během roku v okolní přírodě a dojmy promítla do meditativních děl, jako je Tanec větru s jarními květinami (1969) nebo Koncert větru a myrty (Wind and Crepe Myrtle Concerto 1973). Mnohé z maleb byly akvarely, v nichž se prolínají výrazné barevné skvrny a velké plochy bílého papíru, často zdůrazněné tahy štětcem indickým inkoustem.

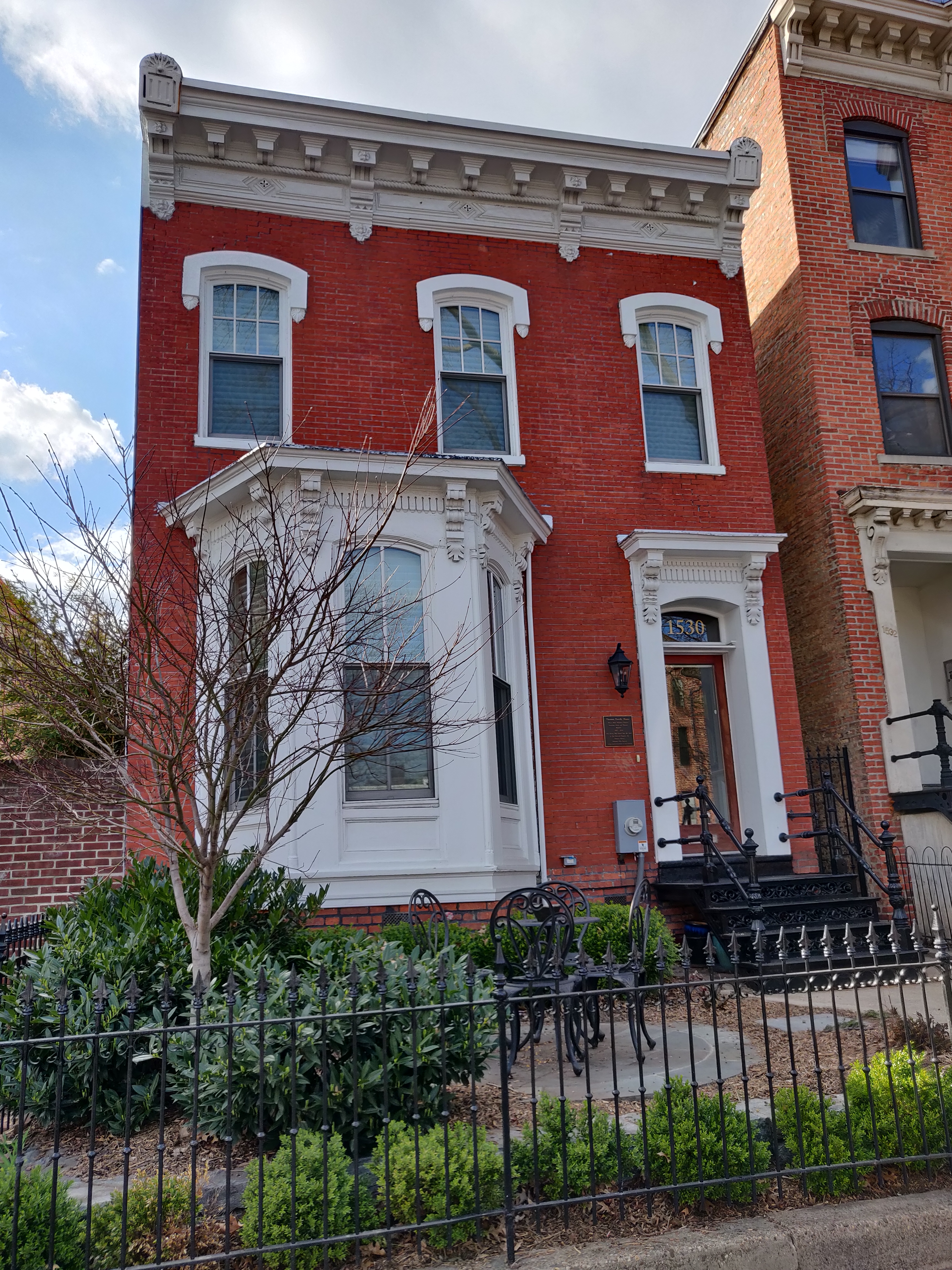
Dům Almy Thomasové ve Washingtonu

Hluboký vliv na její tvorbu mělo přistání člověka na Měsíci, které ji inspirovalo k vytvoření obrazových cyklů s tematikou vesmíru Space (Prostor), Snoopy a Earth (Země). Thomasová postupně zredukovala svou paletu ze široké škály obrazů 60. let na několik konkrétních barev. Tóny se staly tlumenějšími a dříve vertikální a horizontální akcenty tahů štětcem pohybově rozmanitějšími a zahrnovaly úhlopříčky, diamantové tvary a asymetrické povrchové vzory. Příkladem jsou obrazy Elysejská pole (1973), Bílé růže zpívají a zpívají (1976) nebo Začíná pád (1976).
V roce 1972, ve věku 81 let, byla Thomasová první afroamerickou ženou, která měla samostatnou výstavu ve Whitney Museum of American Art v New Yorku. Později ve stejném roce se konala mnohem větší výstava v galerii Corcoran ve Washingtonu. Thomasová se stala objevem americké umělecké scény a postupně dosáhla uznání jako významná umělkyně, představitelka abstraktní malby.
Téměř celý svůj život prožila ve Washingtonu v jednom domě, který je nyní známý jako dům Almy Thomasové. Byl postaven kolem roku 1875 a je zapsán v Národním registru historických míst. Nikdy se neprovdala, neměla děti. Alma Thomasová zemřela 24. února 1978 v Howardově univerzitní nemocnici po operaci srdce ve věku 86 let.
O tři roky později se ve Smithsonianově muzeu amerického umění (SAAM) ve Washingtonu konala posmrtná retrospektivní výstava díla Almy Thomasové. V roce 1998 uspořádalo Muzeum umění Fort Wayne v Indianě retrospektivní výstavu jejích obrazů, která byla k vidění i v rodném Columbusu. Její díla jsou zastoupena ve sbírkách Smithsonianova muzea amerického umění a dalších významných galeriích. V roce 2015 byl její obraz Resurrection (Vzkříšení, 1966) prvním dílem Afroameričanky, který visel v sídle amerických prezidentů a stal se součástí sbírky Bílého domu. 
V roce 2021 uspořádaly kulturní a vzdělávací instituce po celém Washingtonu řadu programů, akcí a velkou výstavu u příležitosti 130. výročí narození Almy Thomasové. Její přínos americkému kulturnímu dědictví byl zdůrazněn v krátkometrážním dokumentárním filmu s názvem Miss Alma Thomas: A Life in Color. 